# سیاه خونیک
سیاه خونیک روستایی در دهستان نه بخش مرکزی شهرستان نهبندان استان خراسان جنوبی ایران است. بر پایه سرشماری عمومی نفوس و مسکن در سال ۱۳۹۰ جمعیت این روستا ۱۰۶ نفر (در ۳۸ خانوار) بوده است.